# St. Georg (Neubrunn)

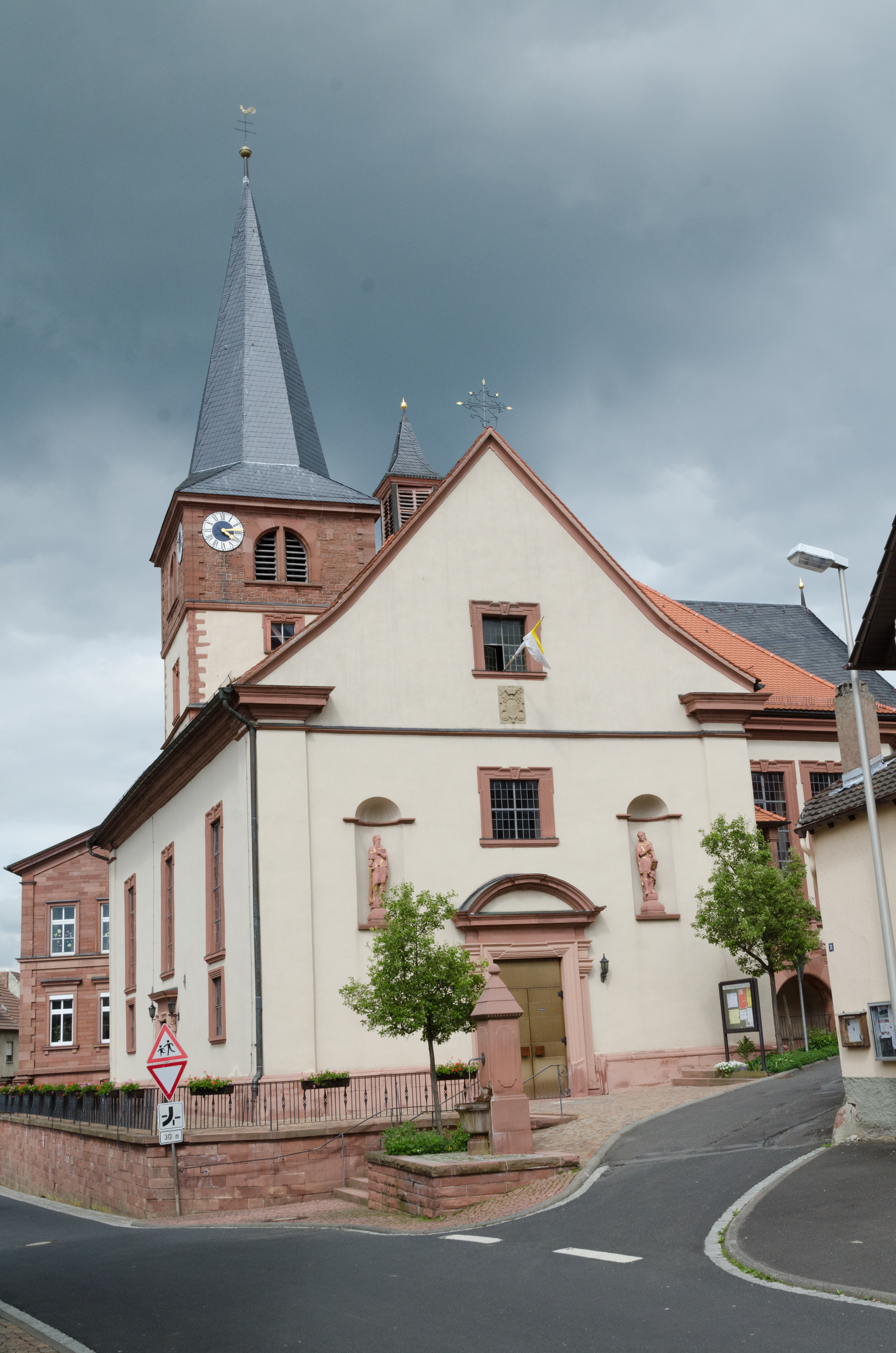
St. Georg (Neubrunn)

Die römisch-katholische, denkmalgeschützte Pfarrkirche St. Georg steht in Neubrunn, einem Markt im Landkreis Würzburg (Unterfranken, Bayern). Das Bauwerk ist unter der Denkmalnummer D-6-79-164-12 als Baudenkmal in der Bayerischen Denkmalliste eingetragen. Die Pfarrei gehört zur Pfarreiengemeinschaft Hl. Benedikt Zwischen Tauber und Main (Helmstadt) im Dekanat Würzburg links des Mains des Bistums Würzburg.

## Beschreibung
Die unteren Geschosse des ehemaligen Chorturms im Nordosten des Langhauses der Saalkirche stammen vom Anfang des 14. Jahrhunderts. 1580 wurde er mit einem weiteren Geschoss aufgestockt. 1712–17 wurde er erneut mit einem Geschoss aufgestockt, das die Turmuhr und den Glockenstuhl beherbergt, und mit einem achtseitigen, schiefergedeckten Knickhelm bedeckt. 1909/10 wurde das Langhaus in Form eines Querarms erweitert, das im Südosten mit einer halbrunden Apsis abschließt. Zur Kirchenausstattung gehören der um 1717 entstandene Hochaltar und der 1966 aufgestellte Volksaltar. Die Kanzel befindet sich an der Ostwand des Langhauses. Die Deckenmalerei stammt von Eulogius Böhler.